# Роберт Флидер
Роберт Флидер (Пацов, 25. мај 1883 — Праг, 16. август 1957) је био чешки и чехословачки правник, судија и дипломата. Као опуномоћени посланик Чехословачке у Краљевини Југославији, службовао је у Београду од 1930. до маја 1933. године.

## Биографија
Рођен је 25. маја 1883. године у варошици Пацову (немачки: Пацау - Patzau), од оца Роберта и мајке Божене. Флидеров отац је радио као судија, док је стриц Карел (1853—1933) био председавајући Врховног суда. Флидеров брат Карел ( рођен 24. новембра 1884) такође је завршио право и успео се до места у савету Врховног суда.
Због очевог премештаја цела породица је прешла у Праг. У највећем чешком граду, у насељу Винохради, Роберт Флидер је завршио гимназију. Потом је студирао право на Карловом универзитету, где је 1906. године стекао звање доктора правних наука.
Био је члан, а у периоду 1904-1905. и председавајући студентским Вишеградским удружењем чешких правника, која је најстарије такво удружење у Чешкој. Након полагања адвокатског испита, Флидер је започео каријеру у прашкој јавној управи. Упоредо са послом се бавио истраживачким радом и тако израдио две обимне студије, једну о Краљевини Чешкој 1908, а другу о Земаљској скупштини Чешке 1917. године.
Године 1912. оженио се Миладом, ћерком Франтишека Веселог (1863—1935). Весели је био други по реду чехословачки министар правде, члан кабинета премијера Властимила Тусара.

## У дипломатији
Убрзо по оснивању Чехословачке републике, Флидер је започео каријеру у дипломатији. На месту посланика у Аустрији је наследио Властимила Тусара који је ту дужност имао од 1918. до 1920. године, иако је већ у јулу 1919. постао премијер. Флидер се у Бечу задржао од 1920. до 1921. године.
Децембра 1921. постављен је за посланика у Швајцарској. Четири месеца касније, од марта 1922. је упоредо обављао и улогу првог чехословачког представника при Друштву народа.
У августу 1924. године оконача се Флидерова служба у Швајцарској, па је у септембру из Берна упућен у Варшаву, како би преузео позицију посланика у Пољској. Истовремено је био задужен и за односе са Летонијом и Естонијом, будући да Чехословачка није имала посебна посланства у овим земљама.
Другог марта 1927. је премештен у Стокхолм. Слично задужењима у Пољској, Флидер је и у Шведској истовремено био посланик за односе са Норвешком и Литванијом. Ту је остао до пролећа 1930. године.

## У Југославији
Следећа станица у каријери Роберта Флидера била је Краљевина Југославија. У Београд је стигао у мају 1930. године и одмах започео рад на оснаживању Мале антанте која је споразумом у Штрбском плесу 1930. постала јединствена политичка организација Југославије, Румуније и Чехословачке. Најзначајнији период Флидеровог боравка у Београду обележила је диктатура краља Александра Карађорђевића, чији је најдиректнији вид трајао до доношења Октроисаног устава 1931. године.
Фидлер је 1933. био у последњој години своје службе у Београду. У марту месецу се, у ауторском чланку за Београдске општинске новине, опраштао дужим текстом о осећањима и импресијама које је имао о Београду и Југославији.
```
Име југословенске престонице побуђује у сваком Чехословаку најживље успомене. О Београду је сваки од нас чуо још у свом детињству. Сваки од нас је знао по неку стару чешку или словачку песму, која је певала о Београду и његовим мукама за турског времена и сваки од нас посматрао је нови Београд, т.ј. Београд нашега детињства са дивљењем, чак извесном завишћу, као престоницу српскога народа који се тако херојски и одлучно ослободио туђе власти, док смо ми тада још увек били остали под туђим јармом и туђим службама. Београд је тада за нас био симбол патњи словенског народа, али и ускрснућа, снаге и главне наде на будућност. И због тога се нико од нас није приближавао том граду без узбуђења
[
5
]
.
```

## После Југославије
До маја месеца 1933, Флидер је окончао посланство у Београду и вратио се у Праг. Заузео је место заменика начелника Политичке секције Министарства спољних послова, коју је водио Павел Велнер. Игром случаја, управо је Велнер у јуну отишао на Флидерово доскорашње место и постао нови чехословачки посланик у Београду.
У јулу 1935. је отпутовао за Мадрид где је постављен за посланика и опуномоћеног министра у Шпанији. Истовремено је представљао Чехословачку и у Португалу. Избијањем Шпанског грађанског рата дошло је до прекид односа његове земље са Шпанијом, због чега је 1938. преко јужне Француске дошао назад у Праг, где је постао начелник Правног одељења Министарства спољних послова.
Након немачке окупације Чехословачке, Флидер је суделовао у организацији покрета отпора. Због тога су га ухапсиле окупационе власти и притвориле прво у Терезину, потом у Јенералци код Прага. Убрзо по ослобођењу, у мају 1945. је пензионисан. Све до 1948. је писао чланке за новине.